# Aleksandria (jurydyka)
Aleksandria – jurydyka założona w 1670 roku w pobliżu Starej Warszawy.

## Opis
Jurydyka została założona w 1670 roku przez Aleksandra Zasławskiego na gruntach Kałęczyna. Obejmowała teren w rejonie współczesnych ulic: Kopernika, Dobrej, Topiel i Tamki. Jako jedyna warszawska jurydyka na lewym brzegu Wisły została założona na prawie magdeburskim (pozostałe jurydyki lewobrzeżne zostały założone na prawie chełmińskim).
Powierzchnia jurydyki wynosiła ok. 13–14 ha. Miała kształt zbliżony do czworoboku, a jej wschodnią granicę wyznaczał brzeg Wisły. Powierzchnia jurydyki zmieniała się w związku z przesuwaniem się w XVIII wieku koryta rzeki.
Nazwa Aleksandria pochodziła od imienia założyciela. Taką samą nazwę otrzymała również główna ulica jurydyki (współcześnie ulica Mikołaja Kopernika); jej szeroki odcinek pełnił także funkcję rynku i przy niej wzniesiono ratusz jurydyki (nr 27). Władzę administracyjną sprawowali w niej urzędujący w ratuszu burmistrz i czterech rajców, a władzę sądowniczą − wójt i czterech ławników. Na terenie jurydyki znajdowało się 66 posesji przy ulicach: Aleksandrii (15), Dobrej (10), Topiel, Drewnianej, Zajęczej i Tamka (razem 36), Leszczyńskiej (2), Wróblej (2) i Nowy Świat (1 posesja). Pierwotnie miała ona charakter rolniczy. 
Jurydyka zmieniała właścicieli; należała do Lubomirskich, Sanguszków, Małachowskich, Gozdzkich i de Nassau. Dwór pierwszego właściciela znajdował się w pobliżu ulicy Aleksandria, na krawędzi skarpy. Przed 1733 rokiem został zastąpiony pałacem należącym do Lubomirskich, który przed 1762 rokiem przebudowano dla Gozdzkich. W jego miejscu ok. 1780 roku wzniesiono nowy pałac zaprojektowany przez Szymona Bogumiła Zuga. W 1784 roku przy ulicy Aleksandria odnotowano pierwsze domy murowane i kamienice. W 1789 roku w jurydyce mieszkało ok. 1,6 tys. osób. 
W 1790 roku na posesji za pałacem należącym do Antoniego Sułkowskiego powstał bazar mięsny. Zbudowano tam pięć murowanych i 26 drewnianych jatek rzeźniczych. Bazar nazywano „na Sułkowskiem“. W późniejszych latach przekształcił się w targowisko, które funkcjonowało w tym miejscu do 1939 roku.
Pod koniec XVIII wieku od nazwiska Karola von Nassau-Siegen teren jurydyki zaczął być nazywany Dynasami. 
Jurydyka została włączona do Warszawy w 1791 roku.